# Guru 8.0: Lost And Found
Guru 8.0: Lost And Found – ostatni studyjny album amerykańskiego rapera Guru. Został wydany 19 maja, 2009 roku. 19 kwietnia 2010 roku po długiej chorobie, Guru zmarł.

## Lista utworów
1. "Lost and Found" (3:42)
2. "Fastlane" (3:22)
3. "Ride" (featuring Omar) (3:28)
4. "No Gimmick Sh•t" (featuring DJ Doo Wop) (2:58)
5. "Read Between Tha Linez Solar" (featuring K Born & Highpower) (3:29)
6. "Best Of My Yearz" (3:03)
7. "Divine Rule" (2:23)
8. "When U Least Expect" (featuring K Born & Highpower) (2:57)
9. "After Time" (featuring Solar) (2:32)
10. "Those Dayz R Gone" (2:42)
11. "Stop Frontin" (2:48)
12. "Own Worst Enemy" (3:54)
13. "Cee What We Do" (3:23)
14. "Love-Hate Thang" (3:23)
15. "It's A Shock" (2:27)
16. "6 Gipher" (featuring K Born & Highpower) (3:29)
17. "7 Grand, Off Tha Chain" (3:18)